# Benedetto Junck
Benedetto Junck (Torino, 21 agosto 1852 – 3 ottobre 1903) è stato un compositore italiano.

## Biografia
Era figlio di madre italiana e padre alsaziano e fratello minore di Enrico. Fu inizialmente avviato alla carriera commerciale, e cominciò a lavorare in questo settore a Parigi. Tornato a Torino nel 1870 si rivolse alla musica e studiò poi, con Alberto Mazzucato e Antonio Bazzini, al conservatorio di Milano, città in cui in seguito diede anche vita a frequentate serate musicali. Scrisse musica da camera, canzoni e romanze.

## Composizioni
- Serenata, poemetto lirico su testo di E. Augusto Berta, per soprano, tenore e quintetto d'archi
- La Simona, su testi di Ferdinando Fontana, poemetto lirico in 12 romanze per soprano, tenore e pianoforte, Milano, 1878
- Otto romanze, Milano, 1880
  - 1. Melodia: Tu sei bella, o mia dolcezza (da Heinrich Heine: Du bist wie eine Blume, traduzione di Bernardino Zendrini)
  - 2. Melodia: La mattina le mammole t'invio (da Heine: Morgens send ich dir die Veilchen, traduzione di B. Zendrini)
  - 3. Romanza: Dolce sera (testo di Enrico Panzacchi)
  - 4. Romanza: Amore e neve (testo di E. Panzacchi)
  - 5. Romanza: Quelle dita oh potess'io (da Heine: Deine weissen Lilienfinger, traduzione di B. Zendrini)
  - 6. Romanza: Flebil traversa l'anima mia (da Heine: Leise zieht durch mein Gemüt, traduzione di B. Zendrini)
  - 7. Romanza: Quando ti guardo fiso (da Heine: Wenn ich in deine Augen seh, traduzione di B. Zendrini)
  - 8. Romanza: Ha le sue stelle il cielo (da Heine: Das Meer hat seine Perlen, traduzione di B. Zendrini)
- Maggio è tornato, romanza per voce e pianoforte (da Heine: Gekommen ist der Maie, traduzione di B. Zendrini), Lucca, 1884 circa
- Serenata di un Moro, romanza per voce e pianoforte (da Heine: Ständchen eines Mauren, traduzione di B. Zendrini), Lucca, 1884 circa
- Sonata in la per violino e pianoforte, Milano, 1884
- Sonata in re per violino e pianoforte, Milano, 1885
- Quintetto per archi in mi, Milano, 1886
- Sei poesie di Heine, per voce e pianoforte, Milano, dopo il 1888
  - 1. Flebil traversa l'anima mia (da Heine: Deine weissen Lilienfinger, traduzione di B. Zendrini)
  - 2. Mia bella pescatrice (da Heine: Du schönes Fischermädchen traduzione di Giulio Cesare Secco-Suardi)
  - 3. Tu sei bella, o mia dolcezza (da Heine: Du bist wie eine Blume, traduzione di Zendrini)
  - 4. Una volta la tua candida man (da Heine: Deine weissen Lilienfinger, traduzione di G. C. Secco-Suardi)
  - 5. Alta è la luna e l'onde irradia (da Heine: Der Mond ist aufgegangen, traduzione di G. C. Secco-Suardi)
  - 6. La farfalletta ama la rosa (da Heine: Der Schmetterling ist in die Rose verliebt, traduzione di G. C Secco-Suardi)